# المسرح القومي (أم درمان)
يعتبر المسرح القومي أحد ابرز معالم مدينة ام درمان ويقع في شارع النيل ام درمان

تم افتتاحه في عام 1959 على يد الفريق إبراهيم عبود 